# Amberley Museum & Heritage Centre
Amberley Museum & Heritage Centre er et museum i Amberley tæt på Arundel i West Sussex i England. Museet blev grundlagt i 1979 af Southern Industrial History Centre Trust, og det har før været kendt som Amberley Working Museum, Amberley Chalk Pits Museum eller bare Amberley Museum.
50°53′53″N 0°32′20″V / 50.898°N 0.539°V